# 湯米·加格里亞諾
湯瑪斯·加格里亞諾（英語：Thomas Gagliano，1883年5月29日—1951年2月16日），本名托馬索·加格里亞諾（義大利語：Tommaso Gagliano，義大利語：[tomˈmaːzo ɡaʎˈʎaːno]），暱稱湯米·加格里亞諾（Tommy Gagliano）是一名美國黑幫和紐約市「五大家族」之一的盧凱塞犯罪家族（Lucchese crime family）老大。他二十多年來一直低調擔任老大。他的繼任者是他長期忠誠的二老闆（Underboss），加埃塔諾·「湯米」·盧切斯。

## 備註
1. ↑  Critchley, p.148-149

## 外部連結
- Gaetano Gagliano: The Quiet Don by Allan May
- Lucchese Crime Family Epic: Descent into Darkness （页面存档备份，存于）
- Tomasso "Tommy Gaetano" Gagliano （页面存档备份，存于） at Find A Grave
- https://web.archive.org/web/20080216082122/http://crimemagazine.com/artichokes.htm